# Negril

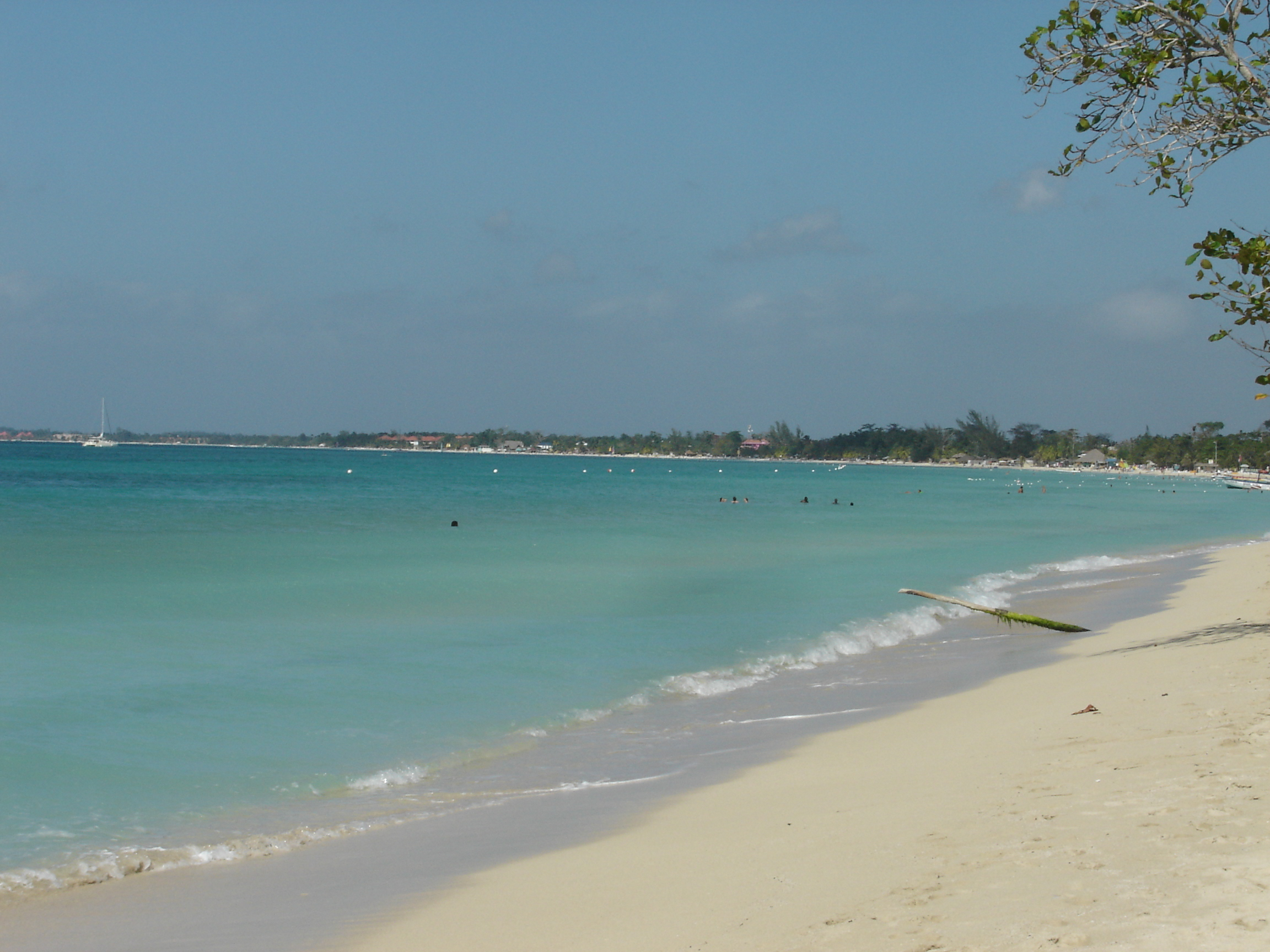
De kust bij Negril, met de bekende "7-Mile Beach" op de achtergrond

Negril is een badplaats op de westelijke punt van Jamaica. Het centrum van Negril en het zuidelijke deel van de Seven Mile Beach (11 km) liggen in de parish Westmoreland. Het meest noordelijke deel ligt in de parish Hanover.
De naam Negril komt van "Negrillo", de naam die de Spanjaarden in 1494 gaven aan de zwarte kliffen ten zuiden van het dorp. De ontwikkeling van het dorp tot badplaats is begonnen aan het einde van de jaren 50 van de twintigste eeuw. De eerste kleinschalige  toeristenaccommodaties verschenen pas eind jaren 60. Pas nadat in het begin van de jaren zeventig de weg van Green Island naar Negril werd verhard kwam de plaats tot bloei. Negril was in die tijd vooral in trek bij hippies. Hoewel er aan het einde van de jaren zeventig en in de jaren 80 veel grote hotelcomplexen aan de noordelijke kust zijn verschenen, heeft Negril op veel andere plaatsen nog steeds de charme van kleinschaligheid en gemoedelijkheid.
In Negril bevindt zich een klein vliegveld, Negril Aerodrome, dat uitsluitend voor binnenlandse vluchten wordt gebruikt.